# Gentianella campestris
Gentianella campestris — вид трав'янистих рослин родини тирличеві (Gentianaceae), поширений ув Європі. Етимологія: лат. campestris — «польовий»

## Опис
Дворічні, іноді однорічні трави заввишки 3–30 см. Стебла прямі, голі, в основі або в нижній частині гіллясті. Часто з минулого року розеткове листя залишається. Листки протилежні, овально-ланцетні, безчерешкові. Квіти 4-пелюсткові, переважно світло-фіолетові, 15–30 мм, іноді рожеві, білі або жовтувато-білі. Є також чотири чашолистки, які різняться за розміром (2 широкі й 2 вузькі). Плоди — коробочки з короткими черешками.
Запилюється метеликами і джмелями, але також наявне самозапилення.

## Поширення
Європа (Естонія, Латвія, Литва, Росія, Австрія, Бельгія, Чехія, Німеччина, Нідерланди, Польща, Швейцарія, Данія, Фарерські острови, Фінляндія, Ісландія, Ірландія, Норвегія, Швеція, Велика Британія, Італія, Румунія, Франція, Іспанія). Населяє від злегка кислих до нейтральних ґрунтів у різних відкритих місцях, до яких входять пасовища, трав'янисті пустища, піщані дюни, узбіччя.

## Галерея

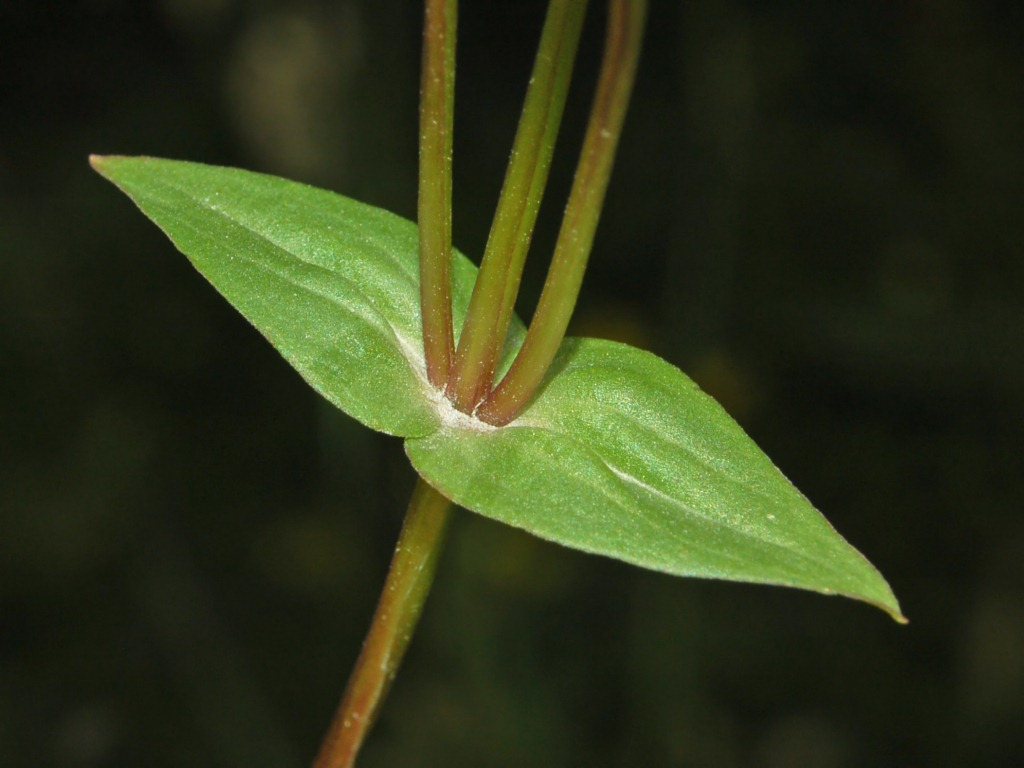
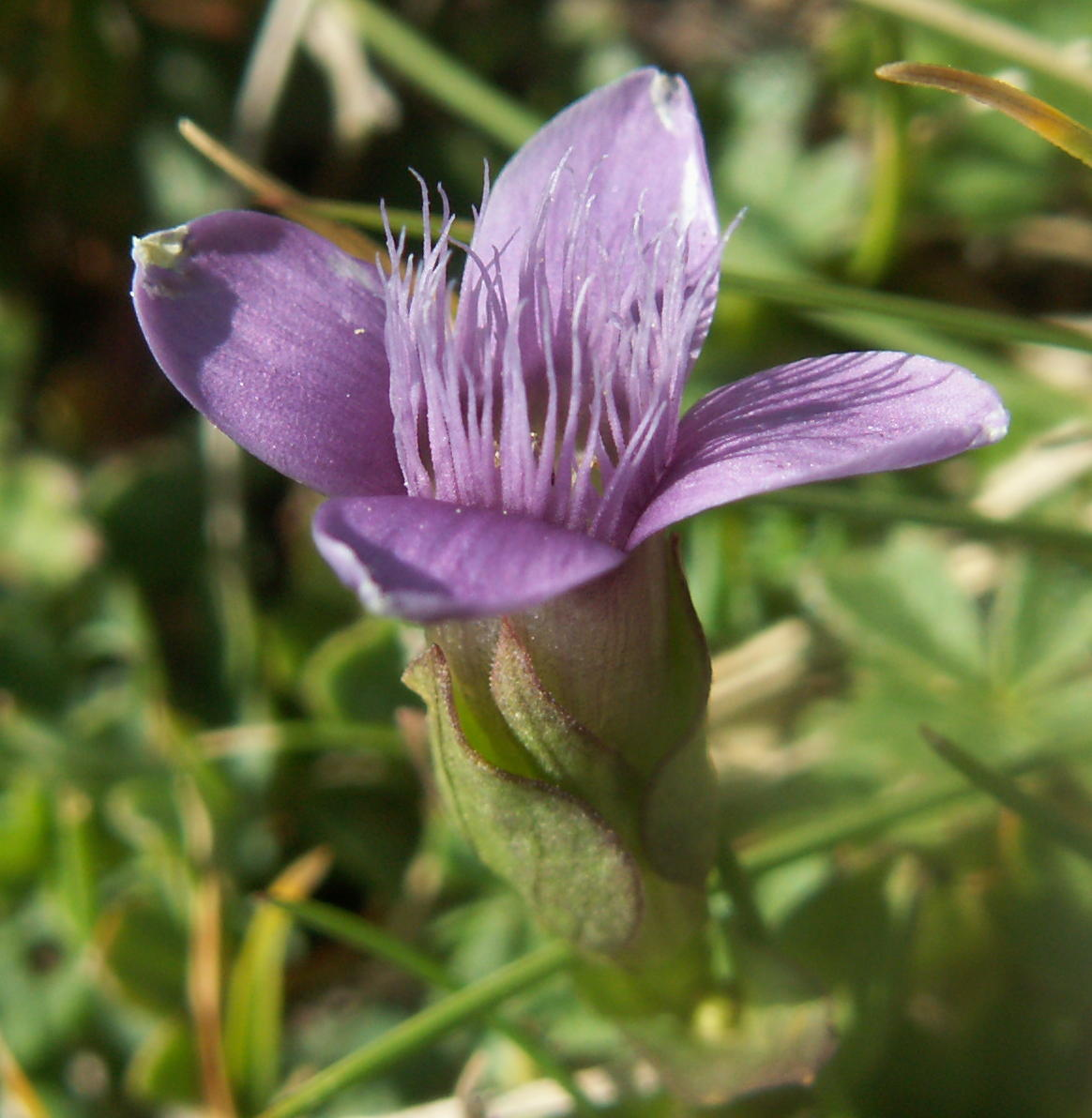
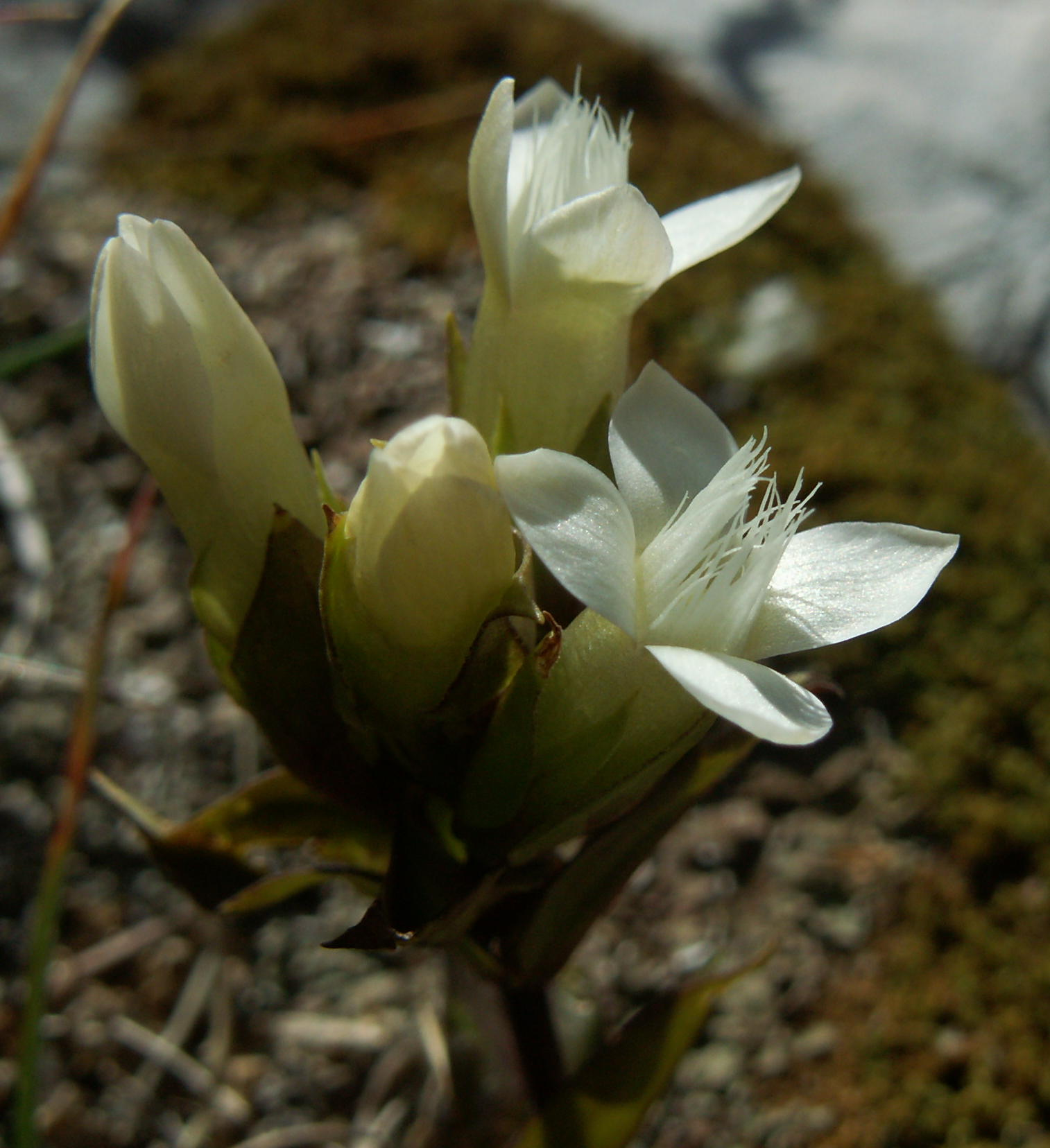
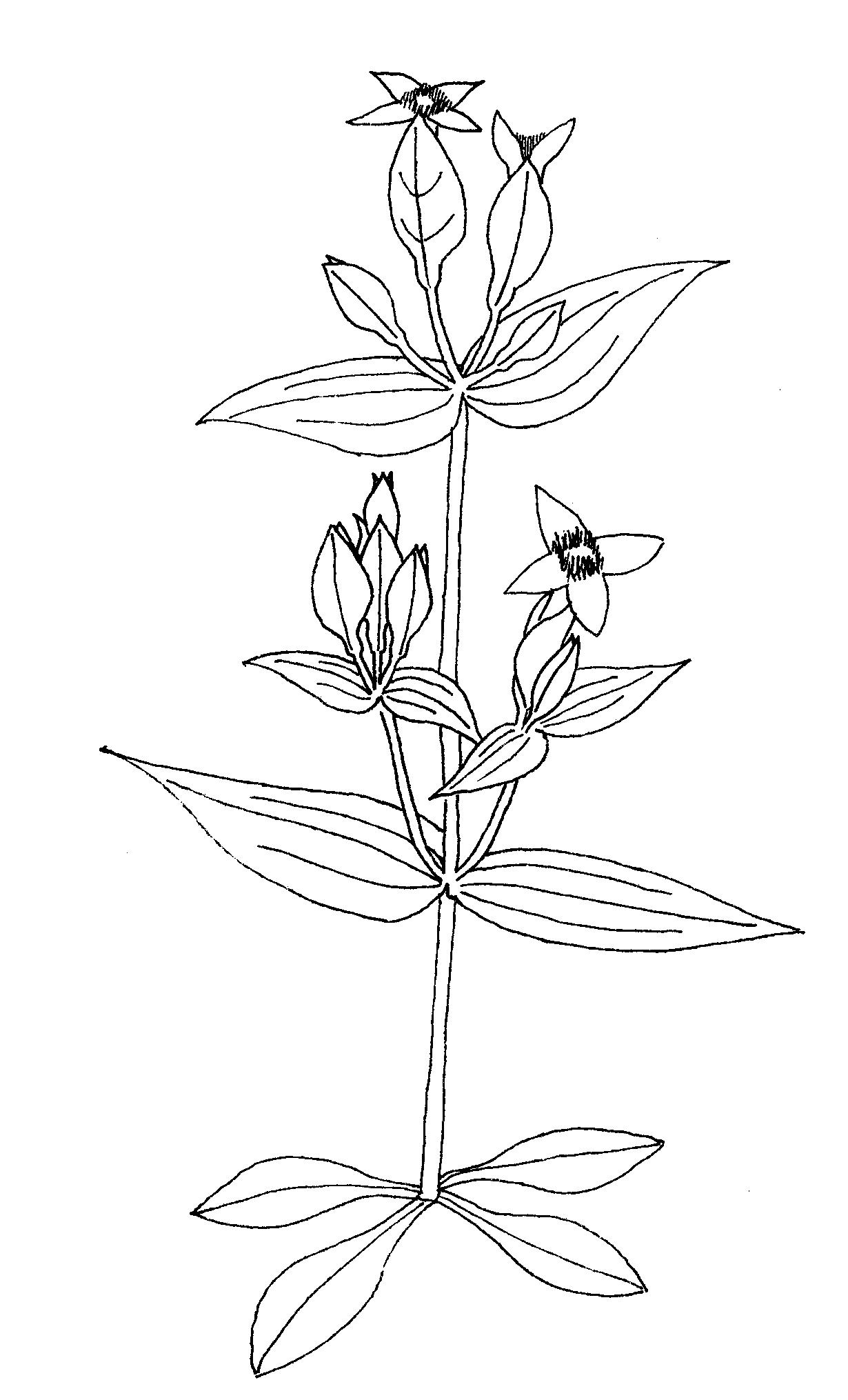